# Clothilde (502-531)
Clotilde of Chrodechildis (rond 502 - 531) was de dochter van koning Clovis I van de Franken en koningin Clothilde.
Rond 526 trouwde zij met de Visigotische koning Amalarik. Clotilde was katholiek, terwijl Amalarik en de Visigoten in die tijd ariaans waren. Clotilde weigerde om de religieuze praktijken van haar echtgenoot aan te nemen en klaagde bij haar familie dat ze om geloofsredenen werd vervolgd. 
Dit leidde in 531 tot een oorlog tussen haar broer, koning Childebert I, en haar man. Amalarik werd verslagen en Clotilde keerde met het Frankische leger terug naar het Frankische Rijk. Onderweg stierf ze echter aan de gevolgen van een ongeluk. Zij werd begraven in Parijs.